# آلبرت جرومینی
آلبرت جرومینی (انگلیسی: Albert Geromini; ۱۰ آوریل ۱۸۹۶ – ۷ دسامبر ۱۹۶۱) بازیکن هاکی روی یخ اهل سوئیس بود.